# Andrew Jackson Grayson
Pour les articles homonymes, voir Grayson.
Colonel Andrew Jackson Grayson est un militaire et un ornithologue américain né le 20 août 1819 à Grayson en Louisiane et mort le 17 août 1869 à Mazatlan d’un accès de paludisme.

## Biographie
Son père possédait une plantation de coton et le jeune Grayson grandit loin de tout établissement scolaire, passant son temps dans la nature où il observait la faune. Ce n'est qu'à dix ans qu'une école est construite près de chez lui et il commence à suivre le mauvais enseignement qui y est délivré. Il est un jour sévèrement puni pour avoir dessiné durant les cours, son père l'envoie alors au St. Mary's College de Saint Louis avec l'interdiction d'y étudier les arts.
Un an après son retour du collège, son père meurt. Grayson investit alors son petit héritage dans un commerce mais il passe son temps à parcourir la campagne et il fait bientôt faillite. Il décide avec sa femme, Frances J. Timmons et après la naissance de son seul enfant, de partir vers la Californie. Il part le 15 avril 1846. Le voyage se fait difficilement et le convoi dans lequel il se trouve se faisant attaquer par des Amérindiens, Grayson doit abandonner son charriot afin de passer les montagnes. Il atteint la Californie le 12 octobre 1846.
Il s'engage dès son arrivée dans l'armée de John Charles Frémont (1813-1890) et, après une honorable carrière, termine avec le rang de colonel. Après la guerre, il s'engage dans plusieurs projets commerciaux à San Francisco et dans d'autres villes mais abandonne très vite chacun de ses projets. Il fonde notamment une ville du nom de Graysonville en février 1850 mais les activités minières et le commerce dont elle dépend déclinent bientôt.
En septembre 1853, il découvre les Birds of America de John James Audubon (1785-1851). Il réalise dès lors que c'est la voie qu'il souhaite suivre et se fixe le but de réaliser un ouvrage similaire consacré aux oiseaux de l’ouest de l’Amérique du Nord. Il s'installe alors à San Jose où il commence à apprendre par lui-même le dessin, la peinture et la préparation des spécimens.

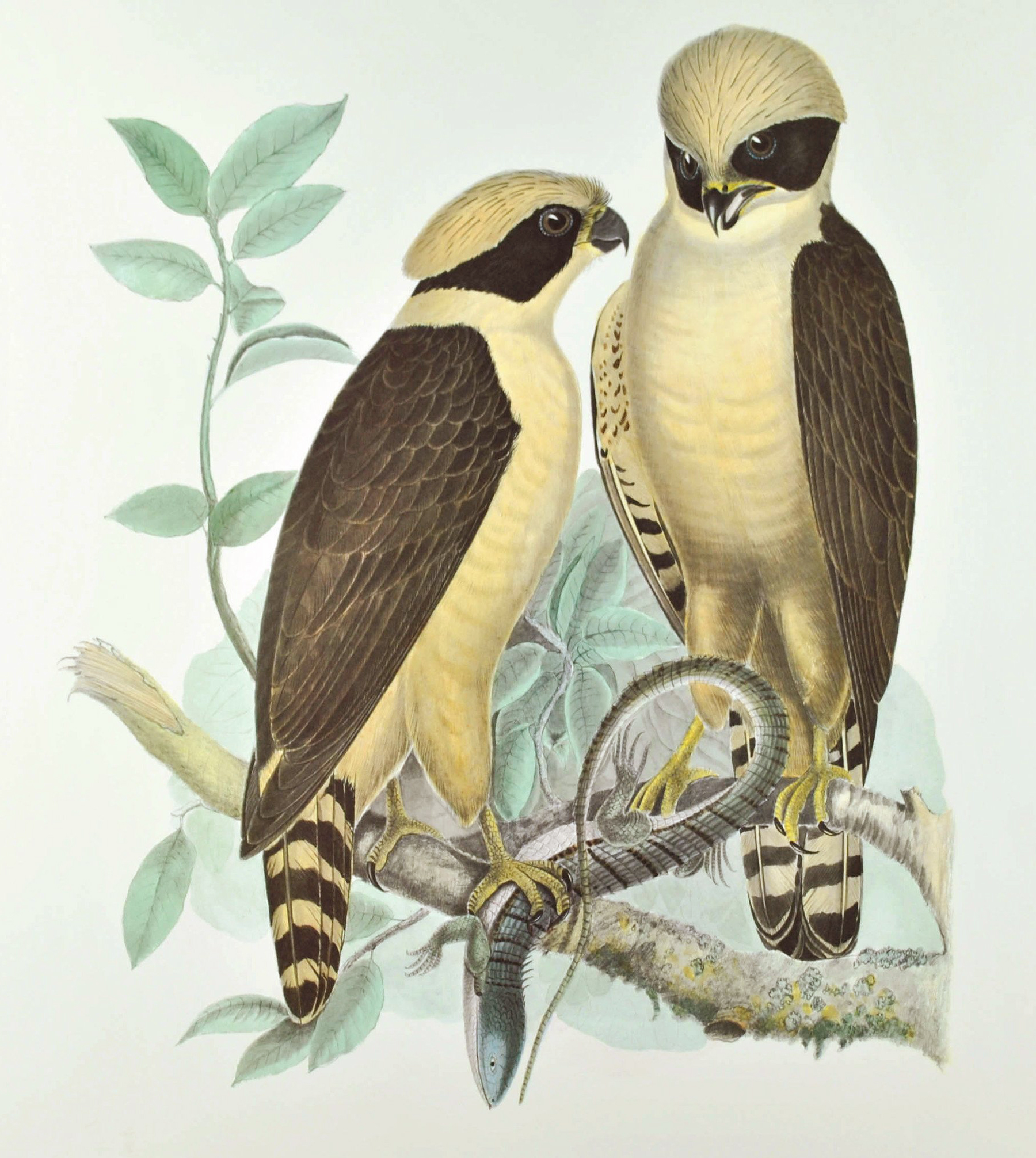
Macaguas rieurs (Herpetotheres cachinnans), de Birds of the Pacific Slope par Andrew Jackson Grayson.

En 1855, il présente à la deuxième foire annuelle de Sacramento ses trois premières peintures d'oiseaux. Il reçoit la médaille d'argent. Malgré quelques publications, il est déçu de ne pas gagner correctement. Il doit tout vendre mais sa maison et ses terres sont déjà hypothéqués.
En mars 1857, il s'embarque avec sa femme pour le Mexique. Il est pauvre mais a en tête un grand projet : étudier les oiseaux de l'ouest du Mexique et les faire figurer dans ses peintures. Mais son bateau sombre sur la côte mexicaine et il perd ses dessins ainsi que son matériel de peinture.
Il trouve un travail sur la côte ce qui lui permet de survivre et d’avoir les moyens pour rentrer aux États-Unis. À son retour à San Francisco, il est contraint de vendre les spécimens qu'il a rapportés du Mexique. Certains d'entre eux parviennent à la Smithsonian Institution et sont étudiés par Spencer Fullerton Baird (1823-1887).
Il s'installe en 1859 à Mazatlan où il demeure dix ans. En 1866, Grayson obtient de l'empereur Maximilien Ier (1832-1867) et de sa femme, l'impératrice Carlotta (1840-1927), une audience. Intéressé par cet homme enthousiaste et ses projets, l'empereur obtient que Grayson reçoivent un financement de 200 dollars par mois pour mener à bien son projet de faune des oiseaux du pays. Mais l'empereur est exécuté l'année suivante et son contrat est rompu. Dans le même temps, le fils de Grayson décède.
Il continue malgré tout à travailler mais contracte le paludisme lors d’un voyage dans les îles Isabel et meurt en 1869.
Après sa mort, la veuve de Grayson tente de faire paraître ses notes et ses dessins, parution que Baird appelle de ses vœux, mais une fois encore ce projet échoue. Ses peintures, ses notes et ses journaux sont finalement donnés par sa veuve à la bibliothèque Bancroft de l'Université de Californie vers 1879.

## Sources
- Andrew J. Grayson : The Audubon of the Pacific (1933), Juliette Mouron Hood, The Auk, 50 : p. 396-402.
- Andrew Jackson Grayson (1949), Lois Chambers Taylor, The Condor, 51 (2) : p. 49-51.